# 福沛
福沛（1723年6月12日—1723年6月12日），爱新觉罗氏，清世宗雍正帝之子（实际上的第九子，但因早殇而未序齿），其生母为敦肃皇贵妃年氏。
福沛生于雍正元年五月初十日（1723年6月12日），当日便夭折，无谥号。